# Congrès international pour l'étude des questions d'assistance et d'éducation des sourds-muets
Le Congrès international pour l'étude des questions d'assistance et d'éducation des sourds-muets se déroula du 6 à 8 aout 1900 à Paris. Son principal objectif était annuler la proposition du Congrès de Milan en 1880 mais ce congrès ne changeait rien, en pire, il renforçait l'idée du Congrès de Milan.

## Section sourds
Le président de la section Sourds est Ernest Dusuzeau. Et la commission d'organisation est composée:
- Émile Joseph Mercier, le vice-président
- Henri Jeanvoine, le secrétaire général
  - Marcel Mauduit, le secrétaire adjoint
- Henri Desmarest, le trésorier
- Henri Gaillard, le secrétaire du comité du programme

## Section entendants
Le président de la section Entendants est le docteur Ladreit de La Charrière.